# 涪陵北站
涪陵北站，位于重庆市涪陵区新区李渡街道境内。是沪汉蓉快速客运通道渝利铁路段上的高铁站，成都铁路局涪陵车务段管辖。

## 站场
| 通过线   | 渝利铁路下行列车通过线          |
| 5站台    | 渝利铁路 往利川方向（丰都站）   |
| 岛式站台 |                                 |
| 4站台    | 渝利铁路 往利川方向（丰都站）   |
| 正线     | 渝利铁路下行列车通过线          |
| 正线     | 渝利铁路上行列车通过线          |
| 3站台    | 渝利铁路 往重庆方向（长寿北站） |
| 岛式站台 |                                 |
| 2站台    | 渝利铁路 往重庆方向（长寿北站） |
| 1站台    | 渝利铁路 往重庆方向（长寿北站） |
| 侧式站台 |                                 |

## 車站周邊
- 长涪高速公路
- 长江师范学院